# جو کوریگان
جو کوریگان (به انگلیسی: Joe Corrigan) زادهٔ ۱۸ نوامبر ۱۹۴۸ بازیکن فوتبال اهل انگلستان بود که سابقهٔ بازی در تیم ملی فوتبال انگلستان را در کارنامهٔ خود دارد. وی در تاریخ ۲۸ مه ۱۹۷۶ نخستین بازی ملی خود را در مقابل تیم ملی فوتبال ایتالیا انجام داد و با حضور در ۹ بازی ملی، در تاریخ ۲ ژوئن ۱۹۸۲ واپسین بازی ملی‌اش را در برابر تیم ملی فوتبال ایسلند برگزار کرد.